# Bruno Zanolla
Bruno Franco Zanolla (Ruda, 23 aprile 1950) è un ex calciatore italiano, di ruolo attaccante.
Poteva giocare da centravanti o esterno offensivo.

## Carriera
Cresciuto nell'Aquileia e nella SPAL, esordì il 2 febbraio 1969 in Serie B contro il Lecco. Prese parte alla squadra che vinse lo scudetto con la squadra De Martino nel 1968 e seguì la SPAL in Serie C nel 1970, collezionando in tutto 15 presenze e 3 reti. Mandato a Monfalconein prestito militare, realizzò 12 reti nel campionato di Serie C 1970-1971 disputato con i friulani; tornato a Ferrara, segnò 19 reti nel successivo campionato di Serie C, piazzandosi alle spalle di Renato Campanini nella classifica dei marcatori del girone B.
Nel 1972 fu acquistato dal Foggia insieme al compagno di squadra Luigi Delneri; in Puglia non riuscì a imporsi come titolare, collezionando 17 presenze e 3 reti nel campionato di Serie B 1972-1973. Nelle due stagioni successive militò nuovamente in Serie C, dapprima in prestito al Mantova e successivamente al Piacenza, che lo acquistò a titolo definitivo per 120 milioni di lire. In Emilia ritrovò Giovan Battista Fabbri che lo aveva allenato a Ferrara, e conquistò la promozione in Serie B, realizzando 23 reti con cui fu capocannoniere del campionato.
Nell'estate successiva venne ceduto in Serie B alla Ternana per 350 milioni di lire, allo scadere dei termini del mercato, provocando l'ira di Fabbri nei confronti della dirigenza piacentina. In Umbria si confermò ad alto livello, realizzando 11 reti; rimase in rossoverde fino all'ottobre 1977, quando ritornò per una stagione in Serie C vestendo la maglia del Barletta.
Nel mercato autunnale del 1978 fu ingaggiato dalla Nocerina, neopromossa in Serie B. La stagione fu negativa per la squadra, che retrocesse in Serie C1, e per Zanolla, che realizzò due reti, una delle quali nella vittoria interna sulla Sampdoria.
La sua carriera proseguì in Serie C1 e Serie C2 con le maglie di Fano, Giulianova (con cui mise a segno 16 reti nel campionato di Serie C1 1980-1981), di nuovo Ternana e SPAL, Rende e Frattese, con cui chiuse la carriera professionistica nel 1984, dopo aver realizzato 11 reti nel campionato di Serie C2 1983-1984.
Zanolla nella sua carriera ha segnato 21 reti in Serie B, 112 in Serie C e 11 in Serie C2.

## Dopo il ritiro
Abbandonato il mondo del calcio, torna a Monfalcone dove si dedica a un'attività di ristorazione.

## Palmarès

### Club

#### Competizioni nazionali
- Campionato italiano Serie C: 1

Piacenza: 1974-1975 (girone A)